# 2013 FT28

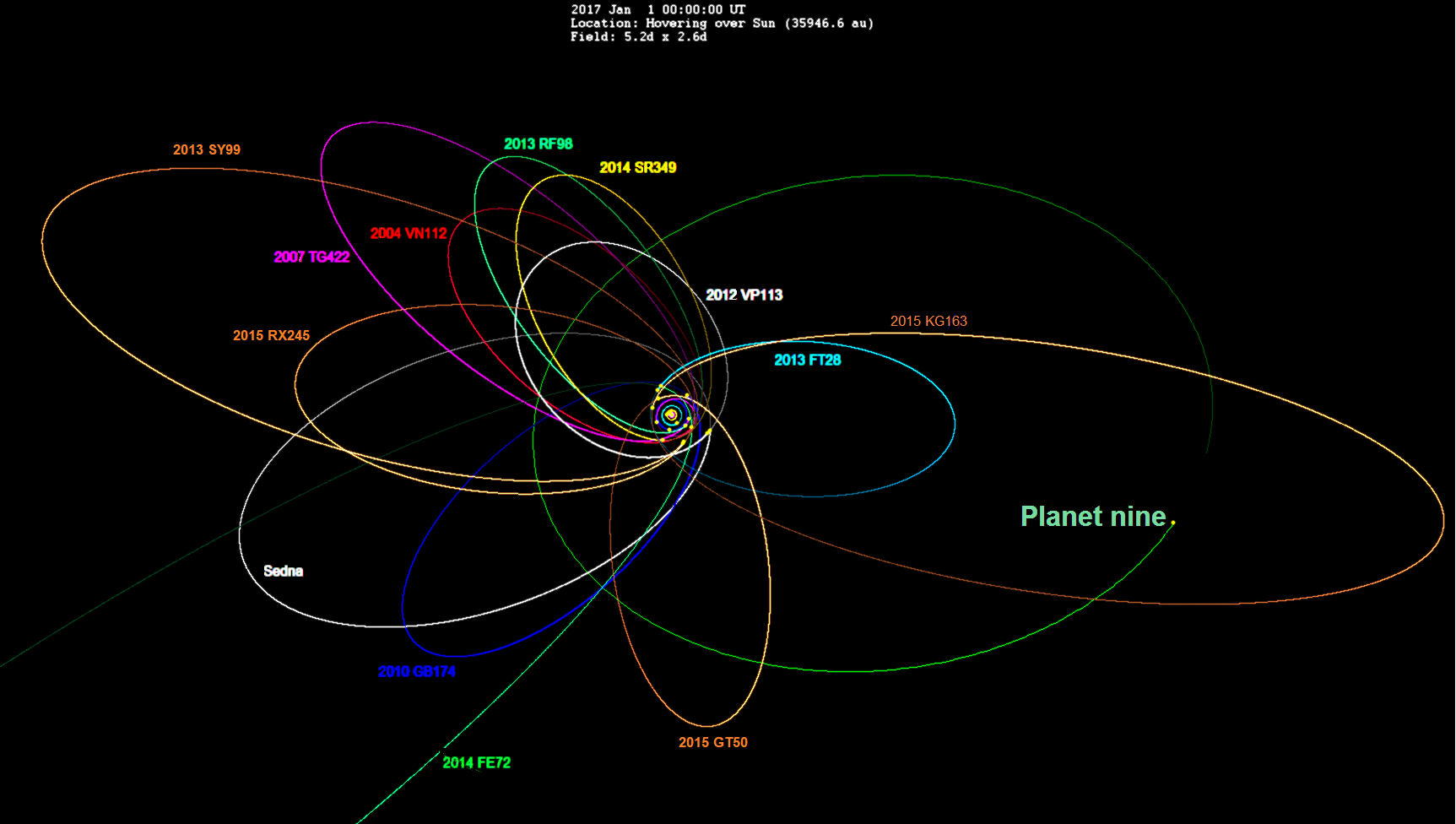
Quỹ đạo của 2013 FT28 (màu xanh lơ) cùng các vật thể khác và Hành tinh thứ Chín bên phải.

2013 FT28 là một vật thể ngoài Hải Vương tinh.

## Khám phá
Sự tồn tại của TNO này được khám phá vào ngày 16 tháng 3 năm 2013 tại đài quan sát Cerro Tololo, La Serena, Chile. Sự khám phá được công nhận vào ngày 30 tháng 8 năm 2016. Trong cuộc khảo sát cho các vật thể tại vành đai Kuiper, hành tinh vi hình này đã được khám phá cùng 2012 VP113 và 2014 SR349. Nó được viết tắt là FT, đánh số 48 và có 2013 - năm nó được khám phá.

## Đặc điểm vật lý và quỹ đạo
2013 là thiên thể đầu tiên có trục bán chính, củng điểm quỹ đạo ngược thẳng hàng với các thiên thể khác trong khu vực vành đai Kuiper. Quỹ đạo của 2013 FT28 cho thấy có thể nó có sự tác động cộng hưởng với các hành tinh lớn. Acgumen của cận điểm của nó giống với một TNO khác, 2015 KG163.